# Deutsche Badmintonmeisterschaft 1995
Die Deutsche Badmintonmeisterschaft 1995 fand vom 2. bis zum 5. Februar 1995 in Hannover statt.

## Medaillengewinner
| Disziplin    | Gold                                                                   | Silber                                                                      | Bronze                                                                             |
| ------------ | ---------------------------------------------------------------------- | --------------------------------------------------------------------------- | ---------------------------------------------------------------------------------- |
| Herreneinzel | Oliver Pongratz (FC Langenfeld)                                        | Detlef Poste (SC Bayer 05 Uerdingen)                                        | Thomas Berger (SSV Heiligenwald)                                                   |
| Herreneinzel | Oliver Pongratz (FC Langenfeld)                                        | Detlef Poste (SC Bayer 05 Uerdingen)                                        | Volker Renzelmann (SC Bayer 05 Uerdingen)                                          |
| Dameneinzel  | Heike Schönharting (PSV Grün-Weiß Wiesbaden)                           | Viola Rathgeber (BC Eintracht Südring Berlin)                               | Kirsten Sprang (Bottroper BG)                                                      |
| Dameneinzel  | Heike Schönharting (PSV Grün-Weiß Wiesbaden)                           | Viola Rathgeber (BC Eintracht Südring Berlin)                               | Heike Franke (TuS Wiebelskirchen)                                                  |
| Herrendoppel | Michael Helber (SV Fortuna Regensburg) Michael Keck (SSV Heiligenwald) | Kai Mitteldorf (FC Bayer 05 Uerdingen) Uwe Ossenbrink (TTC Brauweiler 1948) | Stefan Frey (TV 1884 Neckarau) Stephan Kuhl (OSC Düsseldorf)                       |
| Herrendoppel | Michael Helber (SV Fortuna Regensburg) Michael Keck (SSV Heiligenwald) | Kai Mitteldorf (FC Bayer 05 Uerdingen) Uwe Ossenbrink (TTC Brauweiler 1948) | Volker Eiber Thomas Berger (SC Bayer 05 Uerdingen) (SSV Heiligenwald)              |
| Damendoppel  | Katrin Schmidt (TuS Wiebelskirchen) Kerstin Ubben (OSC Düsseldorf)     | Sandra Beißel (TTC Brauweiler 1948) Nicole Grether (SSV Heiligenwald)       | Anika Sietz (TSV Glinde) Karen Stechmann (FC Langenfeld)                           |
| Damendoppel  | Katrin Schmidt (TuS Wiebelskirchen) Kerstin Ubben (OSC Düsseldorf)     | Sandra Beißel (TTC Brauweiler 1948) Nicole Grether (SSV Heiligenwald)       | Viola Rathgeber (BC Eintracht Südring Berlin) Nicol Pitro (FC Langenfeld)          |
| Mixed        | Michael Keck (SSV Heiligenwald) Karen Stechmann (FC Langenfeld)        | Kai Mitteldorf (SC Bayer 05 Uerdingen) Katrin Schmidt (TuS Wiebelskirchen)  | Stephan Kuhl (OSC Düsseldorf) Kerstin Ubben (OSC Düsseldorf)                       |
| Mixed        | Michael Keck (SSV Heiligenwald) Karen Stechmann (FC Langenfeld)        | Kai Mitteldorf (SC Bayer 05 Uerdingen) Katrin Schmidt (TuS Wiebelskirchen)  | Uwe Ossenbrink (TTC Brauweiler 1948) Viola Rathgeber (BC Eintracht Südring Berlin) |